# Niña de Antequera
Pour les articles homonymes, voir Antequera (homonymie).
María Barruz Martínez (née en 1920 à Antequera, dans la province de Malaga et morte le 28 août 1972 à Séville) était une chanteuse de flamenco espagnole, professionnellement connue sous le nom de La Niña de Antequera.

## Biographie
Niña a commencé sa carrière dans le flamenco à Jaén (Espagne) quand elle n'avait que douze ans.
La Niña de Antequera a conquis sa popularité en tant qu'artiste depuis les années 1940, elle débute à Séville, période à partir de laquelle elle est intervenue dans différents spectacles avec El Niño de la Huerta, Niña de la Puebla, Pepe Pinto, Pepe Marchena, Enrique Montoya, Porrina de Badajoz, Rafael Farina, Antonio Molina et Juanito Valderrama.
Sa discographie (chez Columbia) est remarquable (en particulier les fandangos). Elle a chanté aussi bien des tanguillos, des milongas, des granaínas et des zambras. Elle est devenue populaire à travers toute l’Espagne et fut dénommée la voix d'or de l'Andalousie.
En  1953, La Niña commence une série de tournées dans toute l'Espagne avec de nombreux spectacles et avec des artistes différents. Avec Pepe Pinto, en 1958, avec Pepe Marchena et Manuel Centeno, 1959, avec El Sevillano, en 1960, avec Niño de la Huerta, en 1961, et avec Marin Incarnation, en 1962, avec Enrique Montoya, Rafael Farina et Porrinas de Badajoz, en 1963, avec Antonio Molina, en 1965, avec Porrinas de Badajoz, en 1966, avec Juanito Valderrama, en 1967, avec El Sevillano et, en 1969, avec Antonio Molina, avec Porrinas de Badajoz, Antonio Molina et Pepe Soto.
Elle rencontre Antoñita Peñuela à Sabiote en 1965 quand la seconde avait 17 ans.
Elle meurt à la suite d'un accident de la circulation à Séville en 1972.

## Discographie

### Single
- Doña Omar
- ¡Ay, mi perro!
- Llegó el florero